# Svarttjärnen (Nora socken, Västmanland)
Svarttjärnen är en sjö i Nora kommun i Västmanland och ingår i Norrströms huvudavrinningsområde.